# Marietta (Misisipi)
Marietta es un pueblo del Condado de Prentiss, Misisipi, Estados Unidos. Según el censo de 2000 tenía una población de 248 habitantes y una densidad de población de 53.8 hab/km².

## Demografía
Según el censo de 2000, había 248 personas, 103 hogares y 73 familias residiendo en la localidad. La densidad de población era de 53,8 hab./km². Había 111 viviendas con una densidad media de 24,1 viviendas/km². El 98,79% de los habitantes eran blancos y el 1,21% afroamericanos. El 1,21% de la población eran hispanos o latinos de cualquier raza.
Según el censo, de los 103 hogares en el 29,1% había menores de 18 años, el 63,1% pertenecía a parejas casadas, el 8,7% tenía a una mujer como cabeza de familia y el 28,2% no eran familias. El 25,2% de los hogares estaba compuesto por un único individuo y el 13,6% pertenecía a alguien mayor de 65 años viviendo solo. El tamaño promedio de los hogares era de 2,41 personas y el de las familias de 2,91.
La población estaba distribuida en un 21,8% de habitantes menores de 18 años, un 10,1% entre 18 y 24 años, un 24,6% de 25 a 44, un 26,2% de 45 a 64 y un 17,3% de 65 años o mayores. La media de edad era 40 años. Por cada 100 mujeres había 96,8 hombres. Por cada 100 mujeres de 18 años o más, había 90,2 hombres.
Los ingresos medios por hogar en la localidad eran de 35.000 dólares ($) y los ingresos medios por familia eran 40.833 $. Los hombres tenían unos ingresos medios de 30.357 $ frente a los 19.583 $ para las mujeres. La renta per cápita para la ciudad era de 14.228 $. El 8,5% de la población y el 6,1% de las familias estaban por debajo del umbral de pobreza. El 3,4% de los menores de 18 años y el 23,1% de los habitantes de 65 años o más vivían por debajo del umbral de pobreza.

## Geografía
Según la Oficina del Censo de los Estados Unidos, la localidad tiene un área total de 4,6 km², todos ellos correspondientes a tierra firme.